# 施莱弗
施莱弗（德語：Schleife），是德国萨克森州的市镇，隶属于格尔利茨县。总面积为42平方千米，截至2023年12月31日总人口为2,478人。